# Diosdado Cabello
Diosdado Cabello Rondón (Maturín, 15 de abril de 1963) es un político y militar venezolano. En el contexto político venezolano denominado como Revolución bolivariana, Cabello es considerado como una de las figuras más poderosas junto a Hugo Chávez y Nicolás Maduro. Aunque no ocupa oficialmente el segundo cargo de gobierno, su influencia y poder dentro del Partido Socialista Unido de Venezuela (PSUV) y en otras instancias de poder, lo sitúan en una posición de gran influencia. Desde el 27 de agosto de 2024, es ministro de Relaciones Interiores, Justicia y Paz, y secretario general del PSUV.
Cabello se convirtió en miembro del MBR-200 junto con Hugo Chávez, desde donde llevó a cabo el intento de golpe de Estado del 4 de febrero de 1992 contra el presidente Carlos Andrés Pérez, siendo detenido hasta 1994. Tras ser desincorporado de las Fuerzas Armadas debido a esto, se inició en la política, haciéndose parte del Movimiento V República (MVR) liderado por Chávez.
Durante el gobierno de Chávez, Cabello fue director de la Comisión Nacional de Telecomunicaciones (CONATEL), ministro del Despacho de la Presidencia y vicepresidente del país, siendo presidente interino de Venezuela por cerca de cuatro horas, entre el 13 y el 14 de abril de 2002, después del golpe de Estado de 2002, restituyéndole el poder a Chávez tras la renuncia del presidente de facto, Pedro Carmona Estanga. Fue ministro de Interior, ministro de Infraestructura, gobernador de Miranda en 2004-2008, ministro de Obras Públicas y Vivienda en 2009-2010 y nuevamente director de CONATEL. Chávez le nombró presidente del Partido Socialista Unido de Venezuela en 2011. En 2012, fue electo presidente de la Asamblea Nacional de Venezuela (AN).
Durante el gobierno de Nicolás Maduro, fue ratificado como presidente de la AN hasta 2016, cuando el chavismo perdió la mayoría, siendo después presidente de la Asamblea Nacional Constituyente de 2017 (ANC) en 2018-2020, diputado de la AN en 2021-2024 y desde 2024 ministro de Interior y Justicia, siendo también vicepresidente del PSUV.
Para 2019, Cabello era considerado la segunda persona más importante dentro de la Revolución bolivariana. Sobre Cabello pesan acusaciones de corrupción, lavado de dinero y narcotráfico. Entre ellas, aceptar sobornos de Derwick Associates para proyectos de obras públicas en Venezuela, usar el nepotismo para recompensar a amigos y familiares, además de dirigir a los colectivos, mientras los paga con fondos de Petróleos de Venezuela. En 2013, se presentaron al menos 17 denuncias formales de corrupción contra Cabello en la fiscalía de Venezuela. Estados Unidos le ha acusado de dirigir el Cartel de los Soles, integrado principalmente por militares venezolanos, encontrándose actualmente en situación de fugitivo, ya que pesa en su contra una orden de captura emitida por la Administración de Control de Drogas (DEA). El 26 de marzo de 2020, el Departamento de Estado de EE.UU. ofreció $ 10 millones por información para llevarlo ante la justicia en relación con narcotráfico y narcoterrorismo.

## Primeros años
Diosdado Cabello nació en El Furrial, estado Monagas. Su padre lo nombró en honor al noveno presidente filipino Diosdado Macapagal. Nacido en el seno de una familia socialdemócrata, es hijo de Adrián Cabello, quien fue dirigente sindical del partido Acción Democrática además de jefe parroquial de ese partido y de Felicia Rondón.

## Carrera militar
En 1987 se graduó segundo de su promoción en la Academia Militar de Venezuela. Según El Universal, su cociente de inteligencia medido (CI) habría sido clasificado como el quinto más alto entre todos los estudiantes en la historia de la institución.

### MBR-200
Mientras estaba en el Instituto Universitario Politécnico de las Fuerzas Armadas Nacionales, Cabello se hizo amigo de Hugo Chávez y jugaban en el mismo equipo de béisbol.[cita requerida] Se graduó en la antigua Academia Militar de Venezuela (actual Academia Militar del Ejército Bolivariano, adscrita a la Universidad Militar Bolivariana de Venezuela) como subteniente. 

## Intento de golpe de Estado contra CAP
Tras ascender a teniente participó, junto al entonces teniente coronel Hugo Chávez, en el primer intento de Golpe de Estado contra el entonces presidente Carlos Andrés Pérez. Cabello lideró un grupo de cuatro tanques para atacar el Palacio de Miraflores y estaba encargado de las antenas que garantizarían la comunicación entre los alzados, pero que nunca funcionaron.

## Detención
Fracasada la rebelión, Cabello fue arrestado por dos años, siendo compañero de prisión de Florencio Porras. Chávez y otros militares golpistas también fueron presos. Desde la prisión publicaron el documento ¿Y cómo salir del laberinto?, donde proponían un referéndum en contra del presidente Carlos Andrés Pérez y una Asamblea Nacional Constituyente. Cabello solicitó su pase a la reserva.

### Indulto y estudios en la IUPFAN
El presidente Rafael Caldera lo indultó junto con el resto de los golpistas, resultando Cabello liberado sin cargos en 1994. Tras esto, estudió ingeniería de sistemas del Instituto Universitario Politécnico de las Fuerzas Armadas Nacionales y un posgrado en gerencia de proyectos de la Universidad Católica Andrés Bello. Trabajaba también como asesor de telecomunicaciones.

## Carrera política

### Acción Democrática
Según France 24, Cabello militó en Acción Democrática antes de unirse al ejército, siendo parte de la juvenil de ese partido en El Furrial, así como en otros movimientos.

### MVR
Después de salida en libertad de Chávez, lo apoyó y ayudó a dirigir su campaña electoral que lo llevó a la presidencia en las elecciones de 1998, siendo un destacado dirigente del Movimiento V República (MVR).

### Gobierno de Hugo Chávez

#### Primera dirección de CONATEL
El 2 de febrero de 1999, al asumir Chávez como presidente de la República, es nombrado director de la Comisión Nacional de Telecomunicaciones de 1999 al 2000. La principal ley de telecomunicaciones que ayudó a promulgar, conocida como Ley Orgánica de Telecomunicaciones del año 2000, fue especialmente elogiada por el sector privado. Específicamente, terminó con el monopolio anterior del estado sobre la industria y fomentó un nivel significativo de competencia de libre mercado, ya que el trabajo de Cabello ayudó a aumentar los ingresos del tesoro en $400 millones de dólares en un momento en que los precios del petróleo no eran especialmente altos.
Diosdado ayudó a establecer las organizaciones de base pro-Chávez de la sociedad civil conocidas como «Círculos Bolivarianos», que han sido comparadas con los Comités de Defensa de la Revolución de Cuba y son organizaciones matrices de los Colectivos.

#### Ministro de Despacho
En mayo de 2001 es nombrado ministro de la Secretaría de la Presidencia por el presidente Hugo Chávez, sucediendo a Elías Jaua.

#### Vicepresidente
El 13 de enero de 2002, es juramentado como vicepresidente de Venezuela, reemplazando a Adina Bastidas en el cargo.

### Presidente interino de Venezuela
Durante el golpe de Estado del 11 de abril de 2002, que derrocó al gobierno durante dos días, y en el que el empresario Pedro Carmona junto a un grupo de militares y civiles establecieron por la fuerza un gobierno de facto, Cabello pasa a la clandestinidad. El 13 de abril cuando, una vez restituido el orden constitucional regresa junto con el gabinete de Ministros, y al ser el Vicepresidente Ejecutivo en ese momento y de acuerdo a lo establecido en el artículo 234 de la Constitución de 1999, Cabello debe asumir presidencia de Venezuela, debido a que el presidente Hugo Chávez se encontraba recluido en la isla venezolana de La Orchila, por lo que es juramentado como presidente provisional de la República ante el presidente de la Asamblea Nacional, Willian Lara, y el fiscal general de la Nación, Isaías Rodríguez.
Al tomar posesión de su cargo, Cabello dijo que «yo, Diosdado Cabello, asumo la presidencia hasta tanto se presente el presidente de la república, Hugo Chávez Frías». Su primera orden como presidente temporal fue enviar a un grupo de élite de la Armada de Venezuela para rescatar a Chávez. También restituyó los poderes públicos, disueltos por el otrora presidente de facto, Pedro Carmona. El 14 de abril, una vez restablecido el orden, le traspasa el poder a Hugo Chávez.
Cabello duró en el poder aproximadamente 4 horas, juramentándose cerca de las 9 p. m. del 13 de abril, y entregando el poder alrededor de la medianoche del 14 de abril, siendo el segundo presidente con menor tiempo en el cargo del mundo, superado sólo por el mexicano Pedro Lascuráin, quien ejerció el poder 45 minutos.

### Gobierno de Hugo Chávez

#### Ministro de Interior y Justicia
Tras los acontecimientos del 11 de abril, el 28 de abril de 2002, Cabello fue reemplazado como vicepresidente por José Vicente Rangel. El 5 de mayo de 2002, es nombrado ministro de Interior y Justicia, sucediendo a Ramón Rodríguez Chacín en dicha posición. Posteriormente, él abandonó el cargo el 22 de agosto de 2003, reemplazándolo Lucas Rincón.

#### Ministro de Infraestructura
Nombrado posteriormente como Ministro de Infraestructura el 15 de enero de 2003, cargo que ejerció hasta abril de 2004 para dedicarse de lleno a la campaña a gobernador de Miranda, sucediéndolo Ramón Carrizalez.

#### Gobernador de Miranda y fundación del PSUV
Posteriormente fue elegido por el Movimiento Quinta República candidato oficialista a la gobernación del Estado Miranda en 2004, que tuvo como principal contrincante al gobernador en reelección, y candidato por el partido COPEI, Enrique Mendoza. Cabello venció en las elecciones al imponerse con el 51 % frente al 48 % de Mendoza.
En 2007 aceptó la decisión del gobierno de Chávez de disolver el MVR y conformar el Partido Socialista Unido de Venezuela (PSUV), donde se fusionaron otros partidos de izquierda que apoyan al proceso político que lidera Chávez. Cabello es uno de los más destacados dirigentes del nuevo partido, y de cuya comisión promotora formó parte, la organización socialista en unas elecciones internas celebradas en agosto de 2008 lo escogió candidato a la reelección a la gobernación de Miranda en las elecciones regionales de noviembre siguiente. En las elecciones regionales de diciembre de 2008 Cabello pierde la gobernación de Miranda frente al exalcalde de Baruta Henrique Capriles.

#### Ministro de Obras Públicas y segunda dirección de Conatel
El 4 de marzo de 2009 fue designado Ministro de Obras Públicas y Vivienda por parte del presidente de la República, Hugo Chávez. Durante su período se inició la construcción de 30 000 viviendas a lo largo del territorio nacional, tras acuerdos bilaterales con el gobierno de Bielorrusia, ya que con esta nación europea se estaría creando una fábrica de materiales para la construcción en terrenos ubicados entre las ciudades de Guatire y Guarenas, localizadas al este de la capital, donde se desarrollan las principales actividades industriales de la región. También, en el marco de este acuerdo, se anunció la gasificación de los barrios populares de Caracas.
En paralelo fue nombrado director de la Comisión Nacional de Telecomunicaciones (CONATEL) el 10 de noviembre de 2009, siendo este su segundo período en ese organismo, tras suceder a Elda Rodríguez. En su período al cargo de Conatel se promulgó la Ley de Responsabilidad Social en Radio, Televisión y Medios Electrónicos, criticada por la censura a los medios. El 1 de agosto de 2009 fueron intervenidas 32 estaciones de radio y 2 de televisión, decisión ordenada por Cabello. La medida fue recibida como un acto de censura por varias organizaciones no gubernamentales e internacionales y fue conocida a la posteridad como el "Radiocidio". El 4 de agosto de 2010 fue removido por el vicepresidente Elías Jaua en gaceta oficial.

#### Vicepresidente del PSUV y presidente de la AN

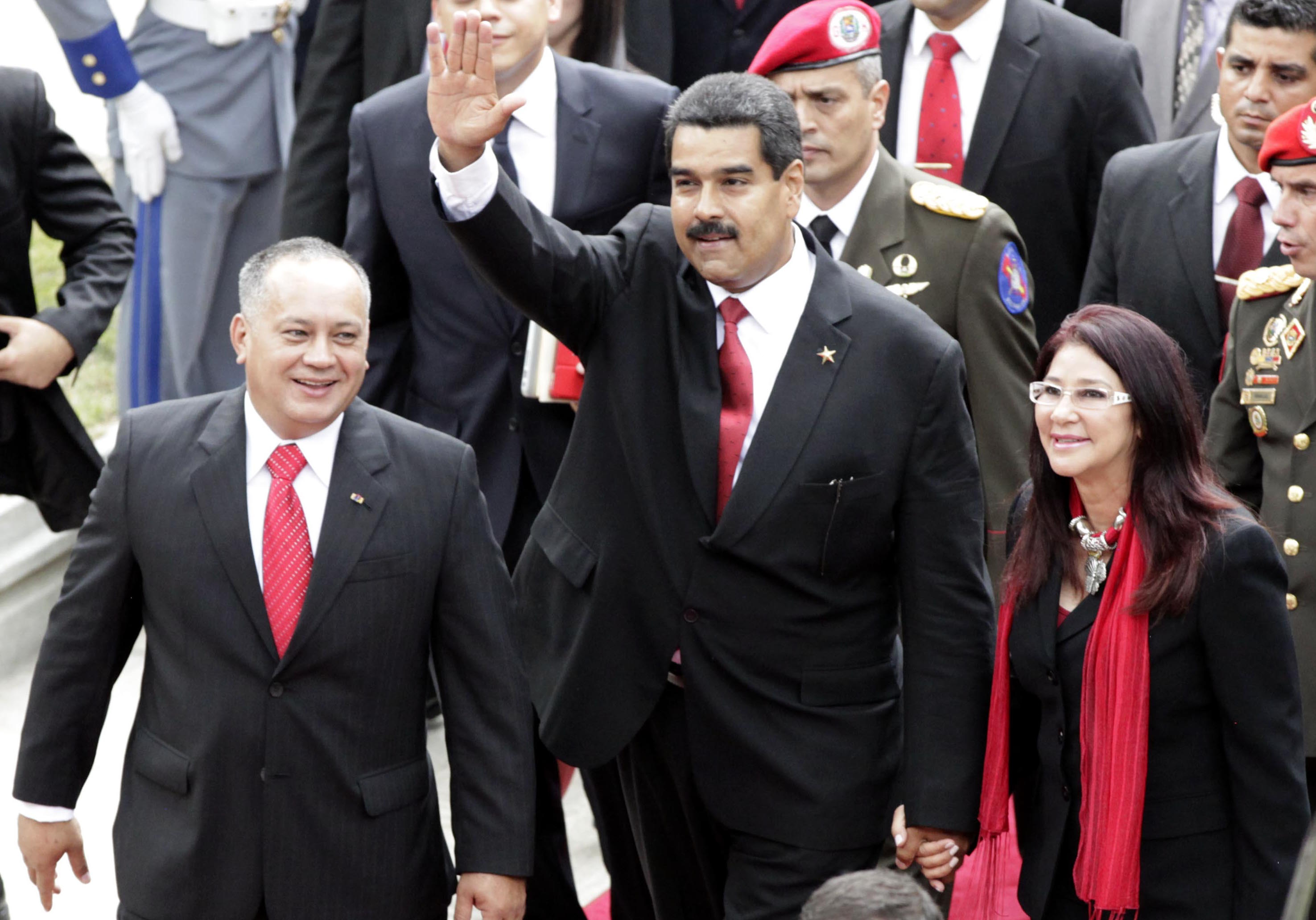
Diosdado Cabello, Nicolás Maduro y Cilia Flores en 2013.

Desde 2008 fue vicepresidente del partido PSUV. En las elecciones parlamentarias de 2010 Diosdado fue elegido diputado por el Estado Monagas, asumiendo su cargo en enero de 2011. Un año después en enero de 2012 fue designado, por la Asamblea Nacional de Venezuela, como presidente de ese cuerpo legislativo unicameral para el período 2012–2013 y fue reelecto para ese cargo en enero de 2013.
En este cargo, desconoció todas las costumbres y leyes: no permitió que los miembros de la oposición tuvieran voz en el pleno, congeló sus asignaciones y los despojó de su inmunidad parlamentaria. El estatus de Cabello tras la muerte de Hugo Chávez fue cuestionado. Algunos argumentan que Cabello estaba obligado constitucionalmente a ser el presidente interino, pero Nicolás Maduro ocupó el cargo, lo que constituye, para la oposición, una violación a la Constitución.

### Gobierno de Nicolás Maduro

#### Presidente de la Asamblea Nacional Constituyente
El 30 de julio de 2017 fue electo constituyente a la Asamblea Nacional Constituyente de Venezuela de 2017. Posteriormente en junio de 2018 fue designado presidente de dicha instancia hasta su disolución el 8 de diciembre de 2020.

#### Diputado de la AN
Diosdado Cabello fue diputado de la V legislatura de la Asamblea Nacional entre 2021 y 2024, cuando fue nombrado ministro de Interior.

#### Ministro de Interior y Justicia
Cabello fue nombrado ministro de Interior del gobierno de Nicolás Maduro el 27 de agosto de 2024, tras las elecciones presidenciales de ese año, cargo que había ejercido también durante el gobierno de Chávez.

#### Con el mazo dando
En 2014, Diosdado Cabello fundó su propio programa semanal en Venezolana de Televisión, Con el Mazo Dando. En ese programa, Cabello habla sobre la visión del gobierno sobre muchos temas políticos y presenta acusaciones contra la oposición. La Comisión Interamericana de Derechos Humanos (CIDH) ha expresado su preocupación sobre cómo el programa ha intimidado a las personas que acudieron a la CIDH denunciando al gobierno. Algunos comentaristas venezolanos han comparado el uso de conversaciones privadas grabadas ilegalmente en programas como el de Cabello con las prácticas vigentes en Alemania Oriental, como se muestra en la película La vida de los otros.
Amnistía Internacional ha denunciado la forma en que Cabello ha revelado detalles sobre los arreglos de viaje de dos defensores de derechos humanos, Rafael Uzcátegui y Carlos Correa, en su programa y cómo muestra rutinariamente el seguimiento estatal de personas que pueden estar en desacuerdo con el gobierno. Se aseguró de que Uzcátegui y Correa fueran hostigados por los partidarios de Cabello cuando regresaban de declarar ante la Comisión Interamericana de Derechos Humanos en el aeropuerto de Caracas fueron amenazados.
Diosdado Cabello es acusado de incitar el odio contra opositores a través de dicho programa, ya que frecuentemente se le ve difamando e incriminando a activistas venezolanos de oposición y ciudadanos civiles, así como a personalidades internacionales. Desde que la polémica Ley contra el Odio fue sancionada por la Asamblea Nacional Constituyente de 2017, varios sectores de la sociedad venezolana cuestionaron si dicha ley sea aplicada a Cabello por incitar al odio en su programa, sin embargo, hasta la fecha los procesados han sido sólo opositores.

## Vida personal
Está casado con Marleny Contreras, diputada de la Asamblea Nacional y ministra de Turismo de Nicolás Maduro. Son padres de Daniella Cabello. La hermana de Diosdado Cabello, Glenna Cabello, es politóloga y fue Consejera de la Misión Permanente de Venezuela ante las Naciones Unidas.
Su hermano, José David Cabello, exministro de Obras Públicas y Vivienda, está a cargo de los impuestos de la nación como jefe del SENIAT, el servicio de ingresos de Venezuela. A Diosdado Cabello esto le ha valido que lo acusen de nepotismo. El 9 de julio de 2020, Cabello dio positivo por COVID-19, durante la pandemia en Venezuela.
Su primo, Alexis Rodríguez Cabello, también es militar y ha servido como comandante general del ejército venezolano. En 2024 fue designado como director del Servicio Bolivariano de Inteligencia (SEBIN).

## Controversias
Diosdado Cabello fue apodado «el pulpo» por Rory Carroll por tener «tentáculos por todas partes». Es muy influyente en el gobierno venezolano, utilizando una red de patrocinio a través del ejército, ministerios y milicias progubernamentales. Igualmente se ha destacado por sus frases polémicas.
La información presentada al Departamento de Estado de Estados Unidos por Stratfor afirmaba que Cabello era «el jefe de uno de los principales centros de corrupción en Venezuela». Un cable filtrado a través de WikiLeaks de la embajada de Estados Unidos de 2009 caracterizó a Cabello como un «polo importante» de corrupción dentro del régimen, describiéndolo como «amasa un gran poder y control sobre el aparato del régimen, así como una fortuna privada, a menudo a través de la intimidación entre bastidores». El comunicado también generó especulaciones de que «el mismo Chávez podría estar preocupado por la creciente influencia de Cabello, pero incapaz de disminuirla».
Un colaborador de The Atlantic lo describe como el «Frank Underwood» de Venezuela, protagonista de la serie de televisión House of Cards, bajo cuya supervisión la Asamblea Nacional de Venezuela se ha acostumbrado a ignorar por completo los obstáculos constitucionales, en varias ocasiones impidiendo que los miembros de la oposición hablen en sesión, suspendiendo sus salarios, despojando a los legisladores particularmente problemáticos de la inmunidad parlamentaria y, en una ocasión, incluso presidiendo la paliza física de legisladores no alineados con el chavismo durante la reunión de la asamblea.

### Corrupción
Diosdado Cabello ha sido denunciado por actos de corrupción y malversación de fondos utilizando presuntamente a Pedro Torres Ciliberto y Arné Chacón como testaferros. Cabello ha rechazado todas estas acusaciones y en sesión de la Asamblea Nacional en enero de 2011, ante reiteradas acusaciones del diputado Julio Borges, Cabello le propone presentar pruebas de corrupción ante los tribunales y despojarse de su inmunidad parlamentaria. Se le acusa de tener el control de la empresa motos BERA, la firma de zapatos y línea deportiva  RS21, la cadena FarmAhorro y las industrias pesqueras EVEBA en Cumaná y Atún Margarita. La Fábrica de motos Empire, es accionista mayoritario de tiendas Sigo, Navibus Ferry. además de 43 propiedades inmobiliarias, Hotel Guadalupe, Centro comercial Líder, Centro comercial Costa Azul.. Un banco alemán habría informado a una comisión del Banco Central de Venezuela que Cabello tendría una cuenta de 21,5 millones de dólares. En diciembre de 2008 se presentaron ante la contraloría documentos sobre el uso indebido de unos $230 millones. Incluso dentro de movimientos de izquierda hay críticas contra Diosdado Cabello por su manejo administrativo.
En una denuncia presentada en la corte de Miami por el activista Thor Halvorssen Mendoza contra la empresa energética Derwick Associates, sus dueños y su filial en Estados Unidos, se alega que supuestamente millones de dólares fueron pagados «por debajo de la mesa» a funcionarios del gobierno venezolano; en la demanda se afirma que Diosdado habría recibido 50 millones de dólares estadounidenses en sobornos. 

Las actividades ilícitas de los acusados han sido personalmente confirmadas por uno o más ex empleados de Derwick (…) Esta no es la primera vez que Cabello es implicado en operaciones de enriquecimiento ilícito. Según documentos del Departamento de Estado [de Estados Unidos] y de la firma de servicios de inteligencia privada Stratfor filtrados por WikiLeaks, el presidente de la Asamblea Nacional encabeza uno de los grandes polos de corrupción en Venezuela.

Cártel de la Administración de Control de Drogas (DEA) 26-03-2020 ofreciendo una recompensa por Cabello.

Adicionalmente a las acusaciones de monopolio, Diosdado Cabello posee diecisiete denuncias ante la Fiscalía General de la República desde el año 2009, las cuales se encuentran abiertas aún y sin respuesta judicial por parte del diputado; sin embargo el TSJ rechazó la segunda. Cabello ha recibido también acusaciones por el presidente de la organización Human Rights Foundation, sobre actos de corrupción y narcotráfico. Las denuncias de corrupción, en donde Cabello se ve presuntamente involucrado, incluyen ser el jefe de una organización internacional de tráfico de drogas, aceptar sobornos de Derwick Associates para proyectos de obras públicas en Venezuela, uso de nepotismo para favorecer a amigos y miembros de su familia y lideranza de colectivos armados pagados con fondos de Petróleos de Venezuela.

### Narcotráfico
El 27 de enero de 2015, nuevos reportes surgieron acusando a Cabello de narcotráfico. En una serie de investigaciones del gobierno de Estados Unidos se afirmó de la presunta participación de Cabello en el narcotráfico como «capo» (jefe) del Cártel de los Soles, que también involucra a generales de alto rango del ejército venezolano.
En mayo de 2018, Cabello y su familia son sancionados por el Departamento del Tesoro congelando sus activos en suelo estadounidense, acusándolos de lavado de activos, corrupción y narcotráfico. El 26 de marzo de 2020 el Departamento de Estado de los Estados Unidos ofreció USD $10 millones por información para llevarlo ante la justicia por narcotráfico y el narcoterrorismo. El 10 de enero de 2025 la Oficina de Control de Activos Extranjeros del Departamento del Tesoro de Estados Unidos anunció un aumento de las recompensas de Diosdado Cabello de US$10 millones a US$25 millones, quien  enfrentan cargos por narcotráfico ante la justicia estadounidense.

#### Respuesta a las acusaciones
Por su parte, la anterior Asamblea Nacional de Venezuela elegida en 2011, rechazó las acusaciones y aprobó un acuerdo de desagravio, la segunda vicepresidenta de la Asamblea Nacional, Tania Díaz, señaló que las denuncias están basadas en «rumores y no en una investigación de juzgado».
El 11 de noviembre de 2015, un ahijado y sobrino de Cilia Flores, la primera dama, Efraín Antonio Campo Flores y Francisco Flores de Freitas respectivamente, habrían sido arrestados en Haití por conspiración para introducir 800 kg de cocaína a los Estados Unidos. Ambos declararon haber actuado bajo las órdenes de Diosdado Cabello.

### Operación Lava Jato
La fiscal general, Luisa Ortega Díaz, acusa a Diosdado Cabello de estar involucrado en expedientes de corrupción y de haber recibido 100 millones de dólares (85 millones de euros) en sobornos gracias a una empresa española de su familia. Este dinero estaría vinculado a contratos obtenidos en Venezuela por una empresa brasileña. Poco después Ortega es destituida y huye al exilio.

### Trama de asesinato contra Marco Rubio
A mediados de julio de 2017 los periodistas en Washington D. C. observaron una mayor presencia de seguridad en torno al senador estadounidense Marco Rubio. Un mes después, el 13 de agosto de 2017, Miami Herald informó que Diosdado Cabello había iniciado un complot de asesinato contra Rubio, supuestamente contactando a ciudadanos mexicanos para discutir el asesinato de Rubio. Rubio, crítico del gobierno venezolano, ha liderado un esfuerzo en el gobierno de los Estados Unidos para tomar medidas contra los funcionarios del gobierno chavista, a menudo señalando a Cabello. El Departamento de Seguridad Nacional no pudo verificar todos los detalles involucrados en la amenaza, aunque el plan era lo suficientemente serio como para que se contactara a agencias policiales sobre el incidente y el equipo de seguridad de Rubio aumentara de tamaño.

### Demanda al diarioEl Nacional
En 2015, su nombre fue asociado al narcotráfico en un artículo del diario venezolano El Nacional, que había replicado un reportaje del diario español ABC. Cabello demandó al medio por "difamación y calumnias", presentando denuncias contra ABC en España y el Wall Street Journal en Estados Unidos, pero ambas fueron rechazadas. En 2018, la justicia venezolana ganó el caso contra el diario El Nacional.
En abril de 2021 un Tribunal civil sancionó al Diario El Nacional con un pago de 13.366.800 dólares, por la demanda de agosto de 2015, el abogado de El Nacional solicitó se explique como habían determinado ese monto "cantidad que nunca fuera demandada ni manejada dentro de juicio (...) sin explicar de modo alguno el cómo se determina la cifra a pagar como indemnización". El 14 de mayo de 2021 el Tribunal Cuarto de Municipio Ordinario y Ejecutor de Medidas de la Circunscripción Judicial del Área Metropolitana de Caracas practicó la medida de embargo contra la sociedad mercantil Editora El Nacional C.A. y embarga el edificio del diario El Nacional, quienes recurrirá a Sistema Interamericano de Derechos Humanos (SIDH), Naciones Unidas y la Corte Penal Internacional.

### Autoritarismo
En 2020 cuando el gobierno de Maduro se instala luego un bloqueo naval al narcotráfico Diosdado Cabello lanzó una fuerte amenaza a la oposición: "Si los marines ponen un pie aquí, vamos por ustedes" al anuncio de Estados Unidos de aumentar la presencia de barcos y militares en las costas del Caribe venezolano para "combatir el narcotráfico". Diosdado Cabello ha manifestado públicamente en diferentes oportunidades no ceder el gobierno central a la democracia, ha insistió en que la oposición no gobernará "ni por las buenas ni por las malas" que en un país que dice ser democrático no aplica, para las elecciones de 2024 quien gobierne al término será el que elija los venezolanos.

## Sanciones internacionales
Diosdado Cabello ha sido sancionado por varios países y tiene prohibido el ingreso a la vecina Colombia. El gobierno colombiano mantiene una lista de personas con prohibición de ingreso a Colombia o sujetas a expulsión, a enero de 2019, la lista contaba con 200 personas con "estrecha relación y apoyo al régimen de Nicolás Maduro".

### Canadá
Canadá sancionó a 40 funcionarios venezolanos, incluido Cabello, en septiembre de 2017. Las sanciones fueron por comportamientos que socavaron la democracia después de que al menos 125 personas fueran asesinadas en las protestas venezolanas de 2017 y "en respuesta a la profundización del descenso del gobierno de Venezuela a la dictadura". A los canadienses se les prohibió realizar transacciones con las 40 personas, cuyos activos canadienses fueron congelados. Las sanciones señalaron una ruptura del orden constitucional de Venezuela.

### Unión Europea
La Unión Europea sancionó a Cabello y a otros seis funcionarios de Venezuela el 18 de enero de 2018, señalándolos como responsables del deterioro de la democracia en el país. A las personas sancionadas se les prohibió el ingreso a las naciones de la Unión Europea y sus bienes fueron congelados. Diosdado Cabello, conocido como el N° 2 del chavismo no había sido sancionado por EE. UU. cuando la Unión Europea lo sancionó.

### Estados Unidos
El 18 de mayo de 2018, la Oficina de Control de Activos Extranjeros (OFAC) del Departamento del Tesoro de los Estados Unidos impuso sanciones contra Cabello, su esposa, su hermano y el testaferro Rafael Sarria. La OFAC declaró que Cabello y otros usaron su poder dentro del gobierno bolivariano "para beneficiarse personalmente de la extorsión, el lavado de dinero y la malversación de fondos", con Cabello supuestamente dirigiendo actividades de narcotráfico con el vicepresidente de Venezuela, Tareck El Aissami, mientras dividía las ganancias con el presidente Nicolás Maduro. 
La Oficina también declaró que Cabello usaría información pública para rastrear a personas adineradas que potencialmente eran narcotraficantes y robar sus drogas y propiedades para deshacerse de la competencia potencial. Como resultado de las sanciones, informes estiman que el gobierno de los Estados Unidos congeló activos por valor aproximado de 800 millones de dólares. Cabello negó los informes y afirmó que sería una tontería tener activos ubicados en un lugar donde puedan ser incautados.

### Suiza
El 28 de marzo de 2018, Cabello fue sancionado por Suiza por "violaciones de derechos humanos y deterioro del estado de derecho y las instituciones democráticas", congelando sus fondos y prohibiéndoles la entrada a Suiza.

### México
El Senado mexicano congeló los activos de los funcionarios de la administración de Nicolás Maduro, incluido Diosdado Cabello, y les prohibió ingresar a México el 20 de abril de 2018.

### Panamá
En marzo de 2018 Panamá sancionó a 55 funcionarios públicos, entre ellos Cabello; los funcionarios fueron sancionados por el gobierno panameño por presunta participación en lavado de dinero, financiamiento del terrorismo y financiamiento de la proliferación de armas de destrucción masiva.